# Luis de Ávila y Zúñiga
Luis de Ávila y Zúñiga (Plasencia, 1504 — 1573) foi um nobre e historiador espanhol
que se notabilizou também como servidor de Carlos I de Espanha, (Carlos V do Sacro Império Romano-Germânico), de quem foi embaixador em Roma e companheiro de várias guerras.
Luis de Ávila foi marquês consorte de Mirabel, Comendador-mor da Ordem de Alcântara, Capitão-general da Cavalaria Espanhola e membro do Conselho de Estado e Guerra do rei Filipe II. Acompanhou Carlos V na Conquista de Tunes e na guerra contra a Liga de Esmalcalda. Sobre esta guerra escreveu a obra "Comentario de la guerra de Alemania hecha por Carlos V, máximo emperador romano, rey de España, en el año de 1546 y 1547", publicada em 1549, onde descreve pormenorizadamente das campanhas bélicas naquele país. Embora seja uma obra panegírica, o autor procura ser comedido nos seus elogios; o estilo é muito cuidado e pretende imitar os grandes historiadores greco-romanos. Foi um visitante frequente do seu senhor e amigo Carlos V no seu desterro voluntário no Mosteiro de Yuste, o qual foi recomendado ao imperador por Luis de Ávila.

## Filiação
Luis de Ávila y Zúñiga era filho de Estéban de Ávila y Álvarez de Toledo, 2º Conde del Risco, e de sua esposa Elvira de Zúñiga y Guzmán. O seus avós maternos eram Pedro de Zúñiga y Manrique de Lara, 4º Conde de Plasencia e a sua esposa Teresa de Guzmán.
O irmão mais velho de Luis, Pedro, herdou o título e propriedades do seu e foi embaixador em Inglaterra em 1554. A linhagem de Ávila veio a mudar o seu apelido para Dávila. O pai morreu em 1504, quando Luis tinha apenas alguns meses de idade.
Luis casou com a sua prima María de Zúñiga Manuel y Sotomayor, 2ª Marquesa de Mirabel, filha de Ana de Castro e de Fadrique de Zúñiga y Sotomayor, membro da Casa de Zúñiga, 1º Marquês de Mirabel e senhor de Alconchel, Mirabel e Berantevilla.
Luis e María de Zúñiga tiveram cinco filhas: Elvira, que casou com Fernando de Monroy y Córdova, Inês, que casou com o seu primo Antonio de Meneses y Zúñiga, María, que casou com Fernando de Vera y Vargas, Luisa, freira no Mosteiro da Encarnação de Plasencia, e Jerónima, que casou com o seu primo Alonso de Ávila y Córdova.

### Conquista de Tunes
Como membro do exercito imperial, Luis de Ávila participou na Conquista de Tunes aos otomanos. Embarcou em Barcelona em abril de 1535, no mesmo ano em que chegou a Espanha o tesouro dos Incas, enviado pelo conquistador do Peru Francisco Pizarro, que fez com que Carlos V não tivesse então quaisquer constragimentos económicos. La Goleta, o porto de Tunes, foi tomado a 14 de junho de 1535 e a 21 de julho Tunes foi conquistada sem luta.

## Ao serviço de Carlos V

### Guerra contra a Liga de Esmalcalda
A Liga de Esmalcalda, foi formada no inverno de 1530-31 por princípes protestantes e cidades da Alemanha contra Carlos V, o imperador  do Sacro Império Romano-Germânico.
Luis de Ávila participou em todas as ações do exército imperial contra a liga entre 1546 e1547 como capitão-general. A 24 de abril de 1547 esteve na Batalha de Mühlberg, vencida pelas tropas imperiais com a ajuda dos tercios espanhois. No fim da batalha, recordando Júlio César, Carlos V diria "vim, vi e Deus venceu". Nessa campanha, Luis de Ávila recebeu do arcebispo de Colónia a 25 de setembro de 1547 seis crâneos das onze mil virgens veneradas no Conventos das Ursulinas de Colónia. Essas relíquias foram levadas para o Convento de São Francisco Ferrer de Plasencia.

### Viagens à Alemanha e Flandres
Luis de Ávila acompanhou Carlos V nas suas viagens à Alemanha e Flandres em 1547. No ano seguinte acompanhou o princípe herdeiro, futuro rei Filipe II, na sua viagem de apresentação nos Países Baixos, Filipe e o seu cortejo saíram de Valhadolide a 2 de outubro de 1548, visitaram Montserrat e Barcelona, seguiram por via marítima para Génova, e seguidamente por terra até Bruxelas, onde Carlos V os esperava. Entram em Bruxelas a 1 de abril de 1549.
Luis de Ávila estave igualmente com o imperador em Bruxelas quando este abdicou de rei de Espanha e Duque de Borgonha a favor do seu filho Filipe II e de imperador do Sacro Império a favor do seu irmão Fernando. Carlos V chega a esta cerimónia apoiado em Guilherme de Orange, que depois viria a ser o maior inimigo de Filipe II.

### Cronista das guerras do imperador
Luis de Ávila foi o autor do célebre e fidedigno Comentario de la guerra de Alemania hecha por Carlos V, máximo Emperador Romano, Rey de España, en el año de 1546-1547, publicado em Veneza em 1549 e 1552, traduzido em alemão, francês, neerlandês, italiano e latim. O autor glorifica a obra de Carlos V e relata minuciosamente as suas ações bélicas. Carlos V disse a propósito das crónicas: «Alexandre Magno logrou mais façanhas, mas não tinha um cronista tão bom».

### Amigo fiel do imperador
Carlos V elegeu Yuste como o seu lugar de retiro do mundo aconselhado por Luis de Ávila y Zúñiga, um dos nobres espanhois em quem o imperador mais confiava. Luis vivia então no palácio de Mirabel, dos Zúñigas, não muito longe de Yuste, que visitou algumas vezes. Esteve em Yuste no dia em Carlos V morreu, 21 de setembro de 1558.
Luis de Ávila y Zúñiga morreu em Plasencia em 1573 e foi enterrado na Capela de Nossa Senhora do rosário, no cruzeiro da Igreja de São Francisco Ferrer de Plasencia.